# Herbita artayctes
Herbita artayctes är en fjärilsart som beskrevs av Druce 1891. Herbita artayctes ingår i släktet Herbita och familjen mätare. Inga underarter finns listade i Catalogue of Life.